# Christuskirche (Memmingen)

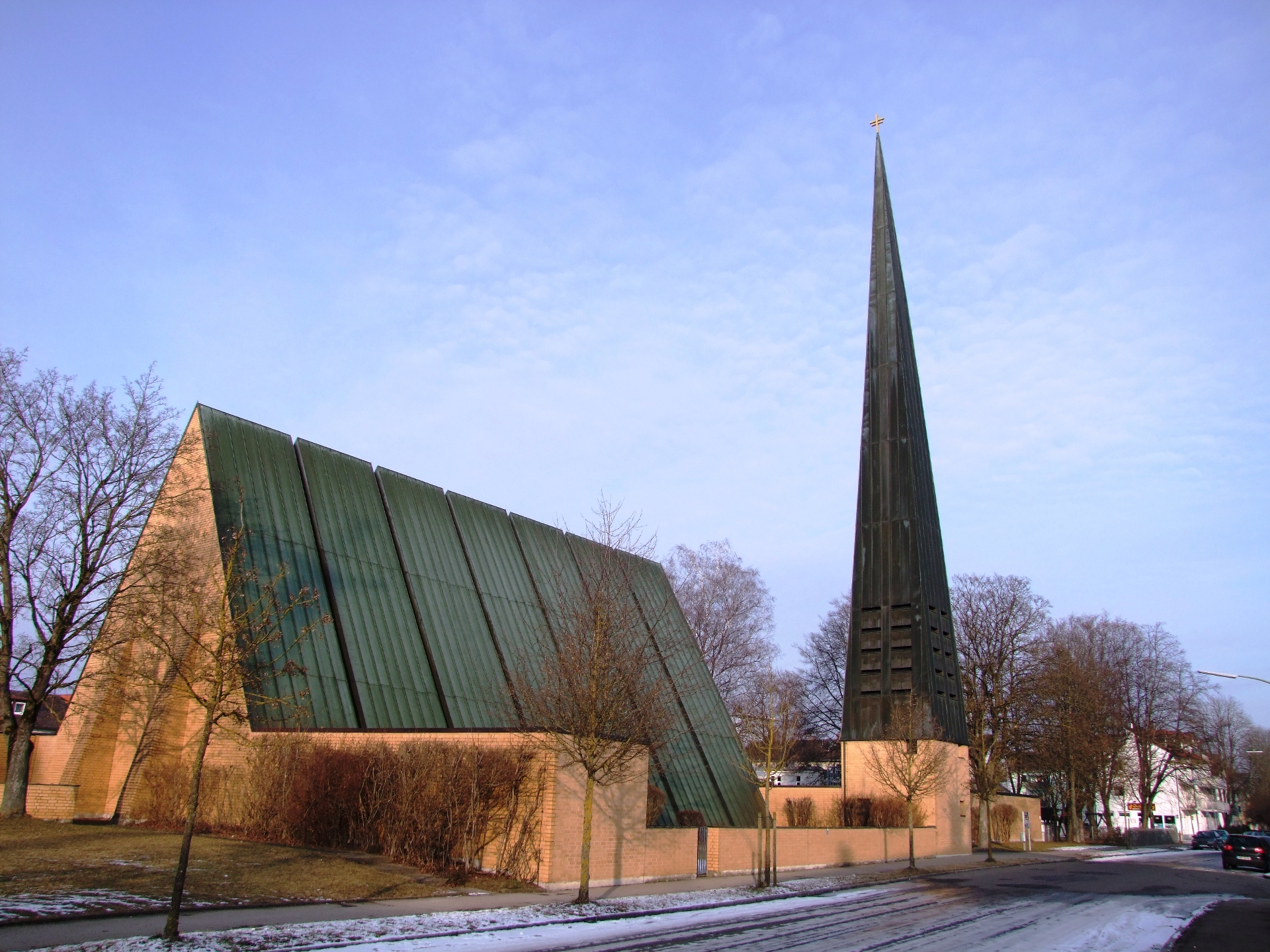
Memminger Christuskirche

Die evangelisch-lutherische Christuskirche im oberschwäbischen Memmingen wurde im März 1970 geweiht. Sie hat die Form eines Zeltes. In ihr finden 250 Personen Platz. Sie gehört zum Evangelisch-Lutherischen Dekanat Memmingen.

## Geschichte
Nachdem sich in den Nachkriegsjahren immer mehr Menschen im Memminger Osten niedergelassen hatten, wurde 1955 ein Gemeinschaftshaus mit Mitteln des Gustav-Adolf-Werks gebaut. Dort trafen sich vor allem lettisch sprechende Christen zum Gottesdienst. Ab 29. November 1958 wurden auch deutschsprachige Gottesdienste gefeiert. 1964 bezog der dritte Pfarrer von St. Martin das neu gebaute Pfarrhaus bei der Kirche. Zwei Jahre später wurde die Gemeinde selbständig. Im März 1970 wurde die neu gebaute Kirche eingeweiht.

## Kirchenäußeres

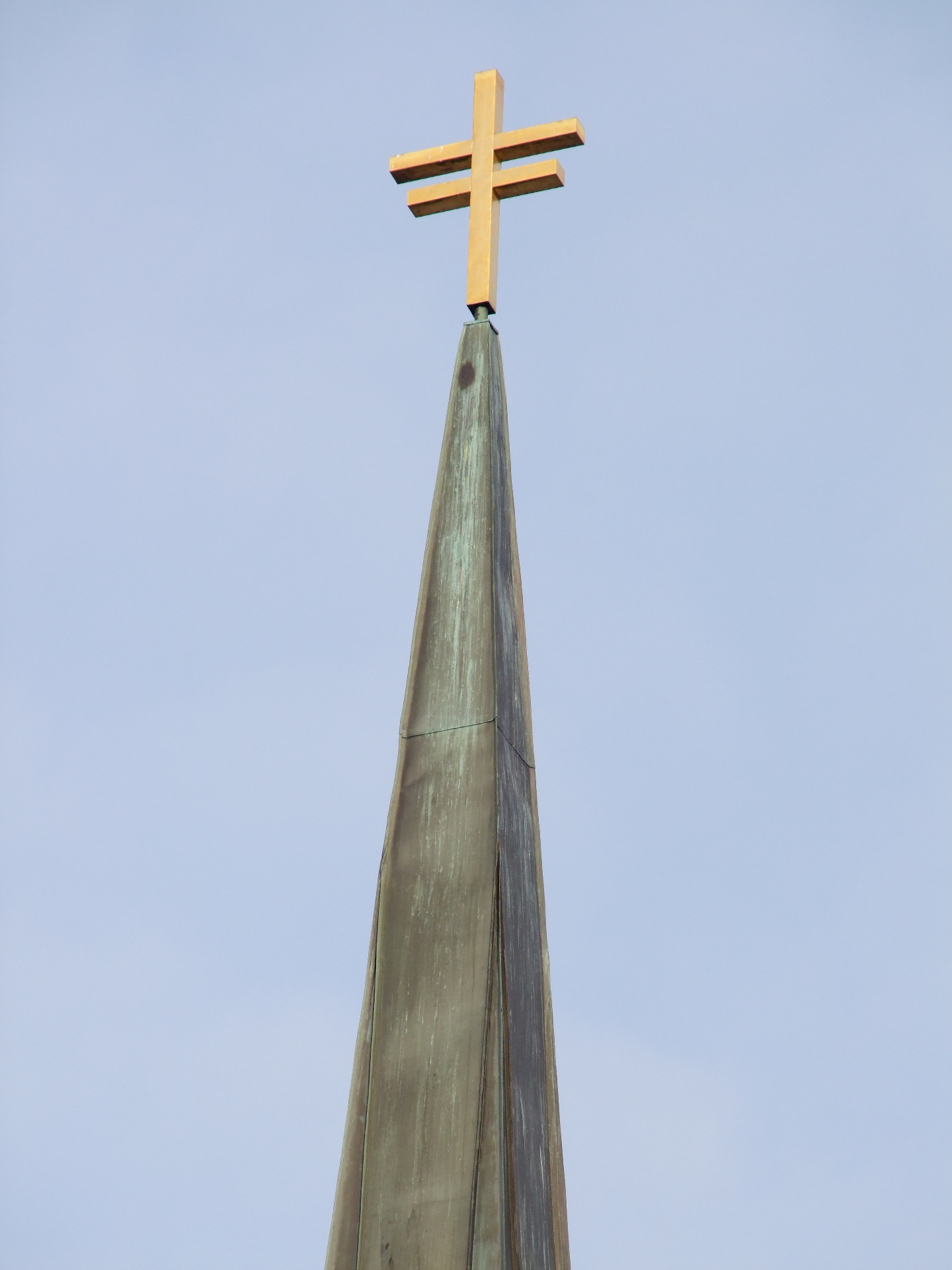
Turmspitze mit Doppelkreuz

Die Kirche besitzt ein 28 Meter langes und 15 Meter hohes Hauptschiff und einen Glockenturm. Die Wände aus Stahlbeton sind als Zeltdach geformt. Der Glockenturm hat eine Höhe von 37,5 Metern und trägt vier Glocken. Am Ende befindet sich ein Doppelkreuz, das die lettische Gemeinde symbolisiert, aus der die Gemeinde und die Kirche hervorging.

## Simon-Orgel

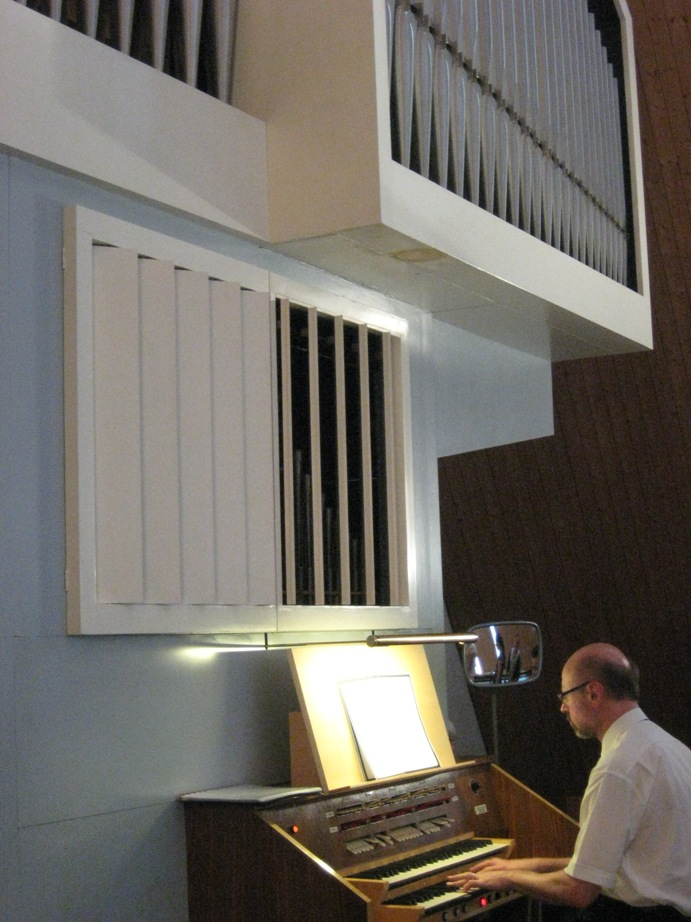
Hans-Eberhard Roß bei der Wiedereinweihung der Simon-Orgel

Die Orgel stammt von Ekkehard Simon und wurde am 16. Mai 1971 durch Friedrich Högner eingeweiht. Sie besitzt 20 Register und 1344 Pfeifen. Juni/Juli 2013 wurde sie von einem Orgelbauer aus Buchloe gereinigt und überholt und am 14. Juli von Hans-Eberhard Roß wieder gespielt.

## Nutzung
Gottesdienste finden in der Regel jeden Sonntag statt. Für die älteren Christen bietet die Kirchengemeinde öfters Gottesdienste in der Kapelle des St.-Ulrich-Altenheimes an. Neben der evangelisch-lutherischen Gemeinde benutzt auch die lettische Gemeinde die Kirche.

## Albert-Schweitzer Kindertagesstätte
Die Christuskirche Memmingen ist der Träger der an die Kirche angrenzenden „Albert-Schweitzer Kindertagesstätte“ für 100 drei- bis sechsjährige Kinder in vier Gruppen. 
Die Kindertagesstätte wurde 1955 für Kinder baltischer Vertriebener, die sich im Memminger Osten angesiedelt hatten, gebaut und nach dem evangelischen Theologen, Arzt, Musiker und Friedensnobelpreisträger Albert Schweitzer benannt. Damals hatte der Kindergarten nur zwei Gruppen. 1995–1996 und 2005 wurde er jeweils um weitere zwei Gruppen erweitert.
Da im Frühjahr 2012 die Regierung von Schwaben und die Stadt Memmingen die finanzielle Unterstützung der Neugestaltung des Gartens abgelehnt hatten, musste die Gemeinde den ersten Gartenabschnitt alleine finanzieren. Schon 2011 wurde ein Landschaftsarchitekt beauftragt, einen Plan für den neuen Garten zu erstellen. Anfang September 2013 bekam eine Gärtnerei in der Nähe den Zuschlag für den ersten Bauabschnitt, der am 6. Oktober mit einem Fest eingeweiht wurde. Mit dem nächsten Bauabschnitt soll begonnen werden, sobald die Gemeinde das erforderliche Kapital hat.